# Gropecunt Lane
A Gropecunt Lane egy utcanév volt az angol anyanyelvű városokban a középkorban, mellyel azokat az utcákat jelölték, ahol prostituáltak dolgoztak. A legtöbb esetben a név úgy tűnik, hogy közvetlenül a „grope” (szexuális érintés) és a „cunt” (női nemi szerv) szavakból származik. Egy időben sok városban volt ilyen nevű utca Britanniában és Írországban, bár a legtöbb esetben később megváltoztatták őket valami udvariasabb variációra.
A „Gropecuntelane” a legelső példa a „cunt” szó bejegyzésénél az Oxford English Dictionaryben, mely azt 1230 körülre datálja.

## Történelmi vonatkozások

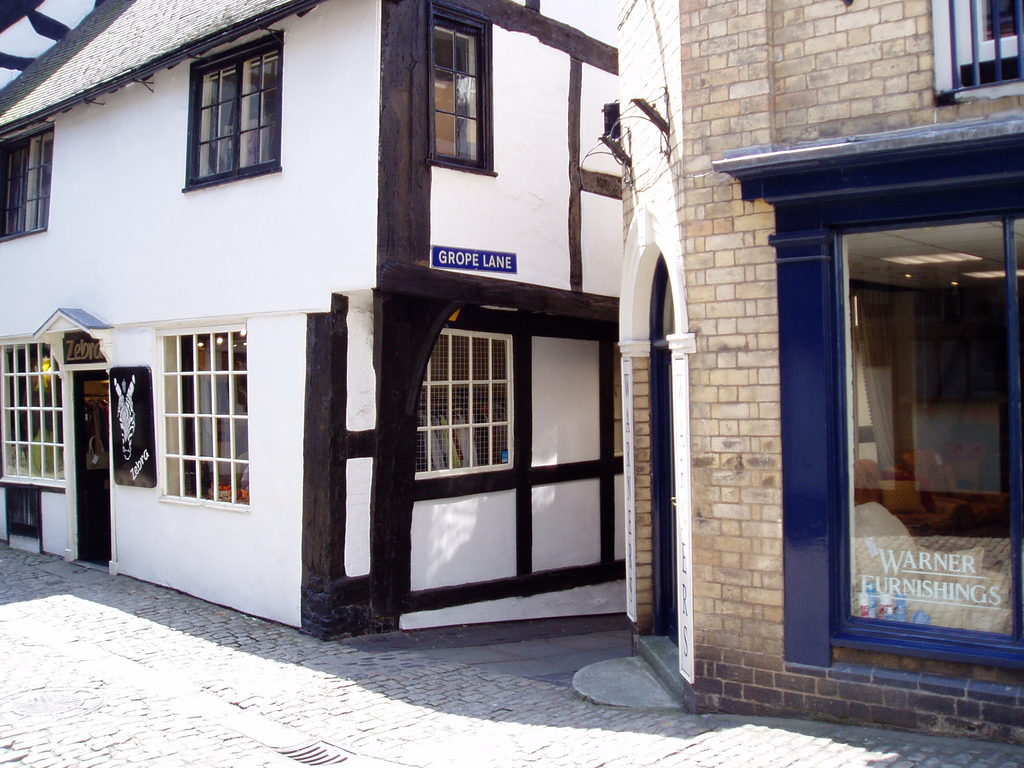
Grope Lane Shrewsburyben

Richard Holt történész és Nigel Baker régész a Birminghami egyetemen kutatta a szexuális jelentést sugalló utcaneveket Anglia-szerte. Munkájukhoz a Historic Town Atlast használták forrásként.
Azt kívánták bemutatni, hogy a középkori prostitúció a városi élet normális része volt. „Kutatásunk azt mutatja, hogy ezek az utcák a prostitúció központjainak tűntek, és az összes, amelyet fel tudtunk deríteni, a piaccal vagy a főutcával hozható kapcsolatba. A hír az, hogy a prostitúció nem volt a külvárosba száműzve – a város központjában folyt mint a természetes piaci aktivitás szerves része” – írta Baker.
Az összes ilyen út összekapcsolása a középkori prostitúcióval azonban vitatott. Néhány esetben egyszerűen a szerelmesek utcájának kissé erőteljesebb megnevezéséről lehet szó. Más esetekben a szavaknak eredetileg más jelentése lehetett, vagy a „groping” (tapogatás, tapizás) nem szexuális formáira utalt. A Grope Lane Shrewsburyben nagyon vékony és sötét, és úgy kanyarodik, hogy nehéz belátni, így a név egyszerűen arra is utalhatott, hogy az embernek ki kellett tapogatnia az útját rajta. Hasonló lehet a helyzet egy másik sikátorral, a southwarki Horselydown Lane-nel. Egyesek szerint ez a név a „whores lie down”-ból (magyarul „szajhák lefekszenek”) származik; ugyanakkor sokkal valószínűbb, hogy, mint a hasonló Horsely és Horsley nevű utcák, a „horse lea”-ből – lovak legeltetésére szolgáló rét – származik.

## Fordítás
- Ez a szócikk részben vagy egészben a Gropecunt lane című angol Wikipédia-szócikk ezen változatának fordításán alapul.  Az eredeti cikk szerkesztőit annak laptörténete sorolja fel. Ez a jelzés csupán a megfogalmazás eredetét és a szerzői jogokat jelzi, nem szolgál a cikkben szereplő információk forrásmegjelöléseként.

## További irodalom
1. Partridge, Chris. „A street by any other name… …might be easier to sell.”, The Observer, 2004. április 18.
2. McCue, Jim. „The meaning of body language”, Daily Telegraph, 2005. augusztus 8.. [2007. november 3-i dátummal az eredetiből archiválva] (Hozzáférés: 2021. július 17.)  – Gropecunt Lane and the change in language trends
3. Gropecunt lane. boners. [2005. április 21-i dátummal az eredetiből archiválva]. (Hozzáférés: 2005. augusztus 9.) – a photograph of an Irish newspaper mentioning Gropecunt Lane in Dublin
4. Sewell, Brian. „The pride of London but no gilded cage”, London Evening Standard, 2001. május 11.. [2006. április 27-i dátummal az eredetiből archiválva] (Hozzáférés: 2008. augusztus 5.)  – Gropecunt Lane in London
5. Barton, Laura. „Sidelines”, The Guardian, 2005. április 7.  – campaign to restore the name of Gropecunt Lane

## Külső hivatkozások
- Shuts of Shrewsbury – article and photographs of Grope Lane, Shrewsbury, can be found here
- Virtual Shropshire – photograph of Grope Lane, Shrewsbury